# 浜名湖パルパル
浜名湖パルパル（はまなこパルパル）は、浜松市中央区舘山寺町1891の浜名湖畔にある遊園地。遠州鉄道の子会社が運営している。

## 沿革
- 1959年、舘山寺温泉堀江城跡地に「遠鉄舘山寺遊園地」として開業。
- 1960年、大草山（当遊園地の対岸にある山）と当遊園地を結び、湖面を跨ぐロープウェイ・「かんざんじロープウェイ」が新設される。
- 1965年、当遊園地の観覧車に於いて当時5歳の女児が死亡する事故が発生。
- 1971年、「遊園地パルパル」に改称。
- 1980年、観覧車を大型化、観覧車の中央部が太陽やヒマワリの花の模様をモチーフにされた事から、「ひまわり」と命名された。
- 1984年、パルパルジャンボプールがオープン。
- 1986年、開園以来初の本格的ジェットコースターを導入、「ジェットコースターパルスター」と命名された。
- 1997年、開園以来初の大幅リニューアルを行い、「浜名湖パルパル」に改称。大幅リニューアルの為同年春頃から7月迄数ヶ月間休園している。このリニューアルは1998年や1999年にも行われた。メガコースター4次元等新アトラクションが登場した一方、従来の一部の遊具が廃止されている[2]。
- 2008年、大観覧車を改築、名称は一般公募により「浜名湖の空」から取って「湖空（コクー）」と命名された。
- 2009年、パルパルジャンボプールがリニューアルした。
- 2022年、ジャングルマウスで胸を骨折する事故が発生。
- 2024年7月、開業65周年を迎える。
- 2024年7月15日、3月1日より開催されていた「パルパルファミリー総選挙」にてパーラが「PAL OF THE YEAR」に輝く。

## アトラクション
園内は3つのエリアに分かれている。

### エントランスゾーン
- メガコースター「四次元」(1997.7.19～)
- ミニコースター(2001.4～)
- キッズ天国（2009.9.19～2023.11.18）
- ぐるり森大冒険(2024.3.15～)
- ゴーカート(1997.7～)
- マーメイドパラダイス(～2017.5.7)
- ボンジョールノのくるくるクルーズ (2017.7.22～)
- バルーンレース(1997.7～)
- バッケとかくれんぼ(2012.7～)
- ミニQレーシング(2002.3～)
- 回転すしカート「まわるんじゃー」(2012.7.14～2024.10.31)
- レッツ！ミズボー&タマボーのブロックカート(2024.12.20～)
- ヒエピカ王国の冒険(2008.7～終了日不明)
- スーパーボール(～終了日不明)
- ミキサー(～終了日不明)
- アストロジェット(～終了日不明)

### レイクサイドゾーン
- パイレーツ・アドベンチャー（2009.10.31～2023.5.8） - シューティングゲーム
- ポップコーン・パニック(2023.7.15～)
- ヒドラ伝説(～2013.1.15)
- ドラゴンファイター(2013.3.4～)
- 急流すべり「ドン・ブラーコ」(1998.7.4～)
- ワイルドストーム(1996.3～)
- ジャングルマウス(1998.7～2025.6.2)
- ファンタジースウィンガー(～2016.2)
- パルパルファミリータウン(～2015.4)
- まわっタワ～ (2016.3.18～)
- レッドバロン (～2021.1.17)
- メルヘンボート(1999.3.20～2021.1.17)
- 立体迷路「デテミーヤ」(2015.7.18～)
- ジェットコースター パルスター(1986.4.20～1997)

### モンテゾーン
- 大観覧車(1959.7～1980)
- 大観覧車「スカイフラワー」(1980～2008)
- 大観覧車「コクー」(2008.4～)
- パルッキオのふわふわドーム(2008.2.27～終了日不明)
- パラシュートタワー(2002.7～)
- パルメリー(～終了日不明)
- メリーゴーランド - 2階建て(2002.7～)
- パレオフライヤー(～2016.1.11)
- キャプテンパレオの海賊船 (2016.7.15～)
- マスケラーナのトリックツアー(2005?～終了日不明)
- マスケラーナのトリックツアー2(～2017.5.31)
- マスケラーナの4Dシアター (2017.7.22～)
- 展望列車 ウエスタンデンバー鉄道(～終了日不明)
- トマトーナのグルメトレイン(2005.7.17～2018.1.8)
- トマトーナのもりもりトマトーレ (2019.3.2～)
- アラビアンメリー(～2017.1.15)
- ドルフィンロック(～終了日不明)
- ティーカップ(～終了日不明)
- パルッキオの消防士アカデミー (2017.3.10～)
- カボチャーニとおでかけダックス(2015.3.7～)
- マーメイドパラダイス(～2005?2006?エントランスゾーンへ移動)
- パーラのミュージカルライド(2005?2006?～2014.6.1)
- パルパルスタジアム(2014.7.11～)
- フラワーヘリ(～終了日不明)
- ティーカップ「どんぐりーの」(2009.3～)
- エビーノジャンプ(2005.7.17～2023.1.8)
- レガッタ(～終了日不明)
- ロトシェイク(～終了日不明)
- サイクルモノレール(～2014)

## パルプール
浜名湖パルパル内にある巨大プール(1984年6月24日営業開始)。
秋から春は閉鎖。
2009年7月に全面改装され、無料休憩場所やバケツアウトなどの施設が増強された。有料休憩場所も9箇所設置された。
流水プール、キッズスライダー、キッズプール、ベビーバンジー、ウォーターフォールなどがある。

## 宿泊施設
- ホテルウェルシーズン浜名湖（2009.6.29開業）
- KAReN HaMaNaKo かんざんじ荘

## マスコットキャラクター
- 漫画家のやなせたかしによるもので、パレオ、パーラ、エビーノ、トマトーナ、マスケラーナ、アンティコ姫 など全36キャラクター
- これらのキャラクターは1997年の大幅リニューアルより使用されている。
- 大幅リニューアルする1996年迄は鳥をモチーフに、野球帽の様な帽子とサスペンダーを着用した男の子・女の子ペアのキャラクターが使用されていた（名称は不明）。

## アクセス
- 浜松駅バスターミナル1番のりばから遠鉄バス 30舘山寺線乗車 約45分「浜名湖パルパル」バス停下車。概ね1時間に2便運行されている。